# Melky Cabrera
Pour les articles homonymes, voir Cabrera.
Melky Cabrera (né le 11 août 1984 à Saint-Domingue en République dominicaine) est un joueur de champ extérieur de la Ligue majeure de baseball. 
Cabrera a pris part à la victoire des Yankees de New York en Série mondiale 2009. Il compte une sélection au match des étoiles, en 2012 où il est nommé meilleur joueur de la partie. Joueur des Giants de San Francisco, club champion de la Série mondiale 2012, il rate les séries éliminatoires après avoir été suspendu pour usage illégal de testostérone.

## Carrière en ligues mineures
Melky Cabrera signe son premier contrat professionnel avec les Yankees de New York le 13 novembre 2001. En 2002, il évolue dans l'équipe affiliée des Yankees en Ligue d'été dominicaine (Dominican Summer League) au niveau recrue. En 2003, il rejoint la New York - Penn League avec l'équipe des Yankees de Staten Island. Il frappe avec une moyenne de 0,283 avec 31 points produits en 67 rencontres. La saison suivante, il est promu au niveau A avec les Yankees de Battle Creek où il frappe avec une moyenne de 0,333 avec 35 points et 16 points produits en 42 matchs. Il poursuit sa saison au niveau A+ avec les Yankees de Tampa en Florida State League. Il continue sa progression dans les ligues mineures en 2005 avec un début de saison avec le Thunder de Trenton en Eastern League. Il obtient une moyenne au bâton de 0,275 en 106 matchs avec 60 points produits et 10 circuits. Il rejoint les Clippers de Columbus en Ligue internationale à la fin du mois de juin. Le 7 juillet, il fait ses débuts en Ligue majeure avec les Yankees
, mais retourne à Columbus après 6 matchs. Il commence la saison 2006 avec les Clippers, puis il prend la place de champ gauche au sein des Yankees après les blessures d'Hideki Matsui et de Gary Sheffield.

## Carrière en Ligue majeure

### Yankees de New York
Melky Cabrera joue son premier match en Ligue majeure au Yankee Stadium face aux Indians de Cleveland le 7 juillet 2005. Il est retiré sur prises pour sa première présence au bâton et frappe son premier coup sûr lors de sa troisième présence. Il marque son premier point le lendemain, toujours face aux Indians. Il ne frappe aucun coup sûr lors des trois matchs suivants et le 15 juillet, contre les Red Sox de Boston, il rate une balle en chandelle au champ gauche qui permet à Trot Nixon de réussir un circuit sur frappe intérieur. Il est renvoyé aux Clippers de Columbus, puis finit la saison à Trenton au niveau AA.
Au camp d'entraînement 2006, Cabrera joue 16 rencontres de préparation en raison des absences de Johnny Damon et de Bernie Williams qui participent à la première édition de la Classique mondiale de baseball. Il frappe avec une moyenne de 0,349 et marque 6 points, mais il débute quand même la saison avec les Clippers de Columbus au niveau AAA. En 31 matchs, il frappe 4 circuits et produit 24 points avec une moyenne au bâton de 0,385. Il rejoint New York le 9 mai après la blessure au poignet d'Hideki Matsui, le titulaire au champ gauche. Le 30 mai, il frappe quatre coups sûrs dans le même match pour la première fois, à un circuit du cycle. Le 6 juin, face aux Red Sox, Cabrera réussit à capter une balle en sautant sur le mur du champ centre pour voler le coup de circuit égalisateur de Manny Ramírez
. Cabrera sera récompensé par un trophée This Year in Baseball de l'action la plus spectaculaire de la saison après le vote des supporters. Il termine la saison une moyenne de 0,280, 75 points marqués, 50 points produits et 12 aides extérieures en défense (2e de Ligue américaine).

### Braves d'Atlanta
Le 22 décembre 2009, les Yankees échangent le voltigeur Melky Cabrera, le lanceur gaucher Michael Dunn et le lanceur droitier Arodys Vizcaíno aux Braves d'Atlanta en retour du lanceur droitier Javier Vázquez et du releveur droitier Boone Logan.
Il joue une année avec les Braves en 2010 avant d'être libéré de son contrat le 18 octobre après une saison en demi-teinte ou sa moyenne au bâton se chiffre à ,255 et sa moyenne de présence sur les buts à ,317.

### Royals de Kansas City
Cabrera rejoint le 10 décembre 2010 les Royals de Kansas City, avec qui il signe un contrat d'un an.
Cabrera connaît une excellente saison 2011. Il se classe dans le top 10 de la moyenne au bâton dans la Ligue américaine, frappant pour ,305. Il est dans le top 10 également pour les points marqués avec 102 et pour les doubles avec 44, des records personnels. Ses 18 circuits et ses 87 points produits sont également pour lui des sommets en carrière. 

### Giants de San Francisco

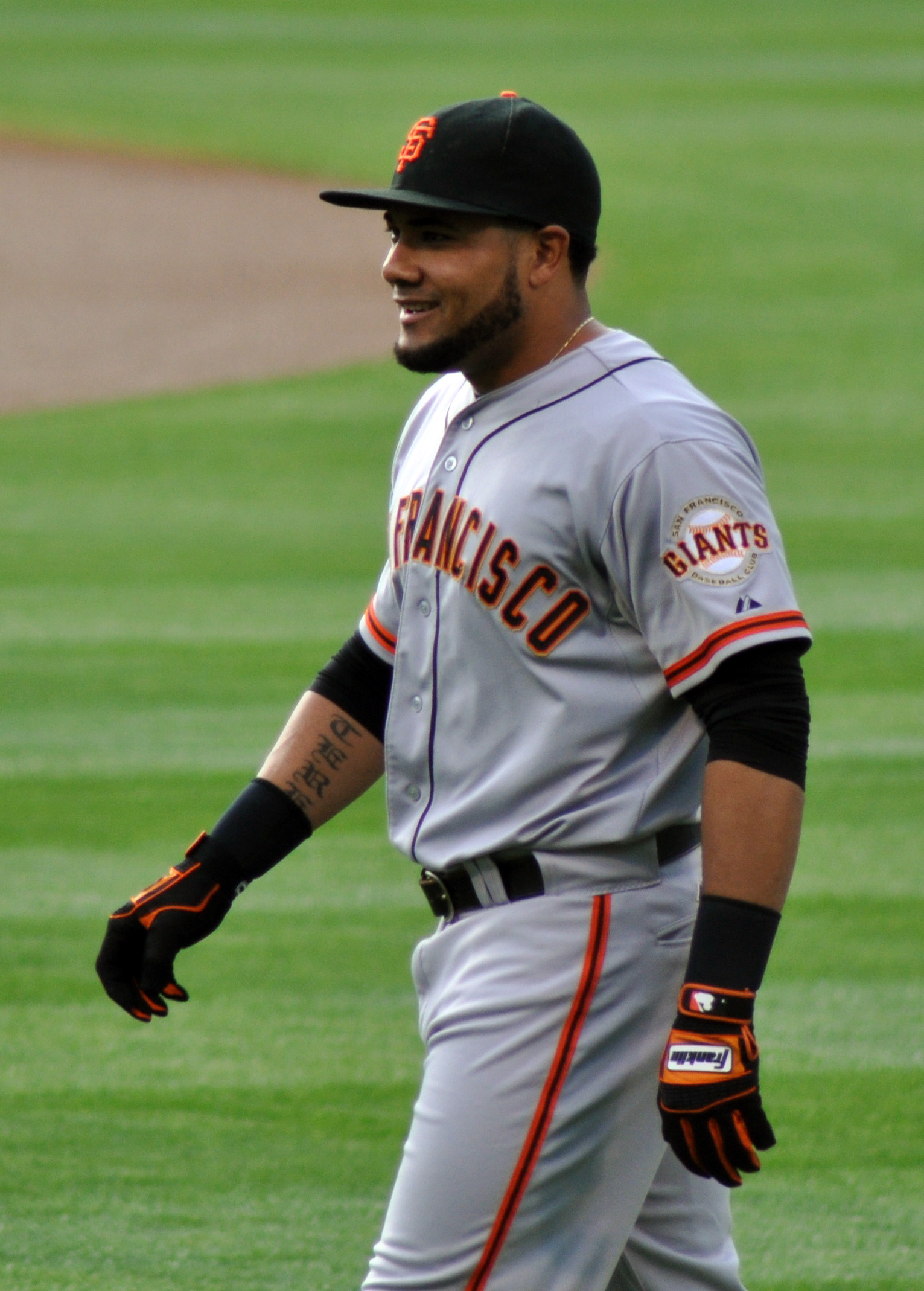
Melky Cabrera en 2012 avec les Giants.

#### Saison 2012
Le 7 novembre 2011, les Royals échangent Cabrera aux Giants de San Francisco en retour des lanceurs gauchers Jonathan Sánchez et Ryan Verdugo.
Cabrera reprend chez les Giants là où il l'avait laissé à Kansas City la saison précédente et connaît un fort début de saison avec San Francisco. Le 29 mai, il porte son total de coups sûrs à 50 dans le mois de mai, battant le record de franchise pour ce mois établi par Willie Mays, avec 49 coups sûrs en mai 1958. À la mi-saison, Cabrera mène tous les joueurs du baseball majeur avec 119 coups sûrs.
Il est voté sur la formation partante des étoiles de la Ligue nationale au match des étoiles du 10 juillet 2012 à Kansas City et, devant ses anciens partisans, il frappe deux coups sûrs, marque deux points et en produit deux grâce à un circuit de deux points. Il est nommé meilleur joueur de la partie dans la victoire de 8-0 de la Ligue nationale sur la Ligue américaine et devient le 6e joueur des Giants à recevoir cet honneur après Willie Mays (1963 et 1968), Juan Marichal (1965), Willie McCovey (1969) et Bobby Bonds (1973).

##### Suspension
Le 15 août 2012, Cabrera est suspendu pour 50 parties par le baseball majeur pour avoir échoué un test antidrogue qui démontre un niveau anormalement élevé de testostérone. Il menait les majeures pour le nombre de coups sûrs (159) à ce moment et était deuxième pour la moyenne au bâton (,346). La suspension couvre les 45 matchs restant à la saison régulière des Giants et les 5 premières parties de séries éliminatoires si l'équipe y participe. Cabrera pourrait donc revenir au jeu à partir du 6e match éliminatoire des Giants, ou avoir à purger les 5 parties restantes au début de la saison 2013, peu importe le club avec lequel il est sous contrat. 
Le 19 août, une enquête du New York Daily News révèle un stratagème impliquant la création d'un faux site Internet pour blanchir Cabrera dans l'affaire de dopage. Juan Nunez, un conseiller des agents du joueur des Giants, aurait payé 10 000 dollars en juillet pour acquérir un site Web annonçant un faux produit que Cabrera aurait prétendument acheté, entraînant à son insu un taux de testostérone élevé et un test de dépistage positif. Ces manigances attirent l'attention des enquêteurs fédéraux des États-Unis et de la Food and Drug Administration.
Cabrera mène la Ligue nationale pour la moyenne au bâton au moment de son retrait du jeu, et à l'approche de la fin de la saison régulière il apparaît clair qu'aucun autre joueur ne sera en mesure d'élever sa moyenne au-dessus de celle du porte-couleurs des Giants. Malgré la situation, il demeure éligible pour remporter le championnat des frappeurs. Il compte 501 passages au bâton alors que le minimum requis pour y être éligible est de 502, mais il existe une règle (10.22(a), surnommée « règle Tony Gwynn ») permettant d'ajouter d'hypothétiques apparitions au bâton et de lui donner le titre. Le 21 septembre, la Ligue majeure annonce que Cabrera ne pourra remporter le championnat des frappeurs après sa demande, formulée via son syndicat, d'être disqualifié pour le titre. C'est son coéquipier des Giants Buster Posey qui remporte le titre avec une moyenne au bâton de ,336.
La suspension de Cabrera se termine en même temps que la Série de division que les Giants remportent sur les Reds de Cincinnati. Il devient donc disponible pour revenir au jeu pour la suite des séries éliminatoires, qui se terminent sur une victoire des Giants en Série mondiale 2012. Cependant, l'équipe, tout en le gardant officiellement dans l'effectif, refuse de faire appel à ses services et sa carrière avec San Francisco prend fin lorsqu'il devient agent libre une fois la finale complétée. En mai 2013, à l'occasion d'une visite des Giants à Toronto, où joue alors Cabrera, le club lui remet une bague de champion de la Série mondiale.

### Blue Jays de Toronto

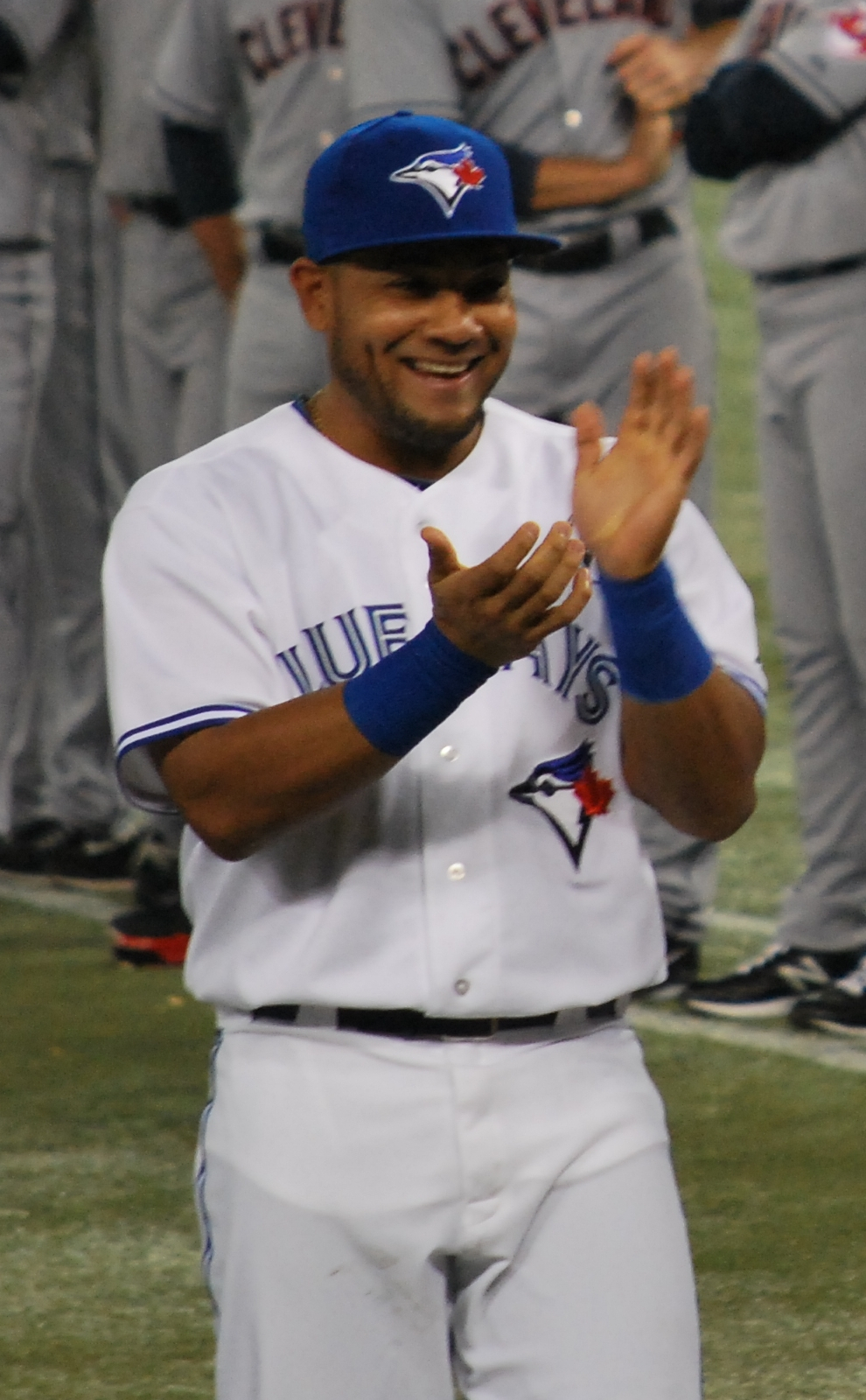
Melky Cabrera en 2013 avec Toronto.

Le 19 novembre 2012, Cabrera signe un contrat de deux saisons pour 16 millions de dollars avec les Blue Jays de Toronto.

#### Saison 2013
À sa première saison pour le club canadien en 2013, Cabrera ne joue que 88 parties, durant lesquelles il frappe pour ,279 avec 96 coups sûrs, dont 3 circuits, et 30 points produits. Une blessure au genou gauche l'envoie sur la liste des joueurs blessés du 27 juin au 20 juillet, puis une seconde fois le 2 août, cette fois pour le reste de l'année. Le 30 août, Cabrera subit une intervention chirurgicale pour retirer de sa colonne vertébrale une tumeur bénigne qui depuis environ 4 mois exerçait une pression sur un nerf et lui causait des faiblesses aux jambes.

#### Saison 2014
Le 10 août 2014 à Toronto, les Blue Jays remportent 6-5 sur les Tigers de Détroit le match le plus long de leur histoire (19 manches jouées en 6 heures et 37 minutes). Melky Cabrera devient ce jour-là le premier joueur depuis Rod Carew des Twins du Minnesota le 12 mai 1972 à se rendre 8 fois sur les buts dans un même match. Il devient agent libre après une saison 2014 où il mène les Blue Jays pour la moyenne au bâton (,301) et les doubles (35) et finit second avec 171 coups sûrs, quatre de moins que son coéquipier José Reyes. Cabrera frappe 16 circuits, produit 73 points et en marque 81 en 139 parties jouées.

### White Sox de Chicago

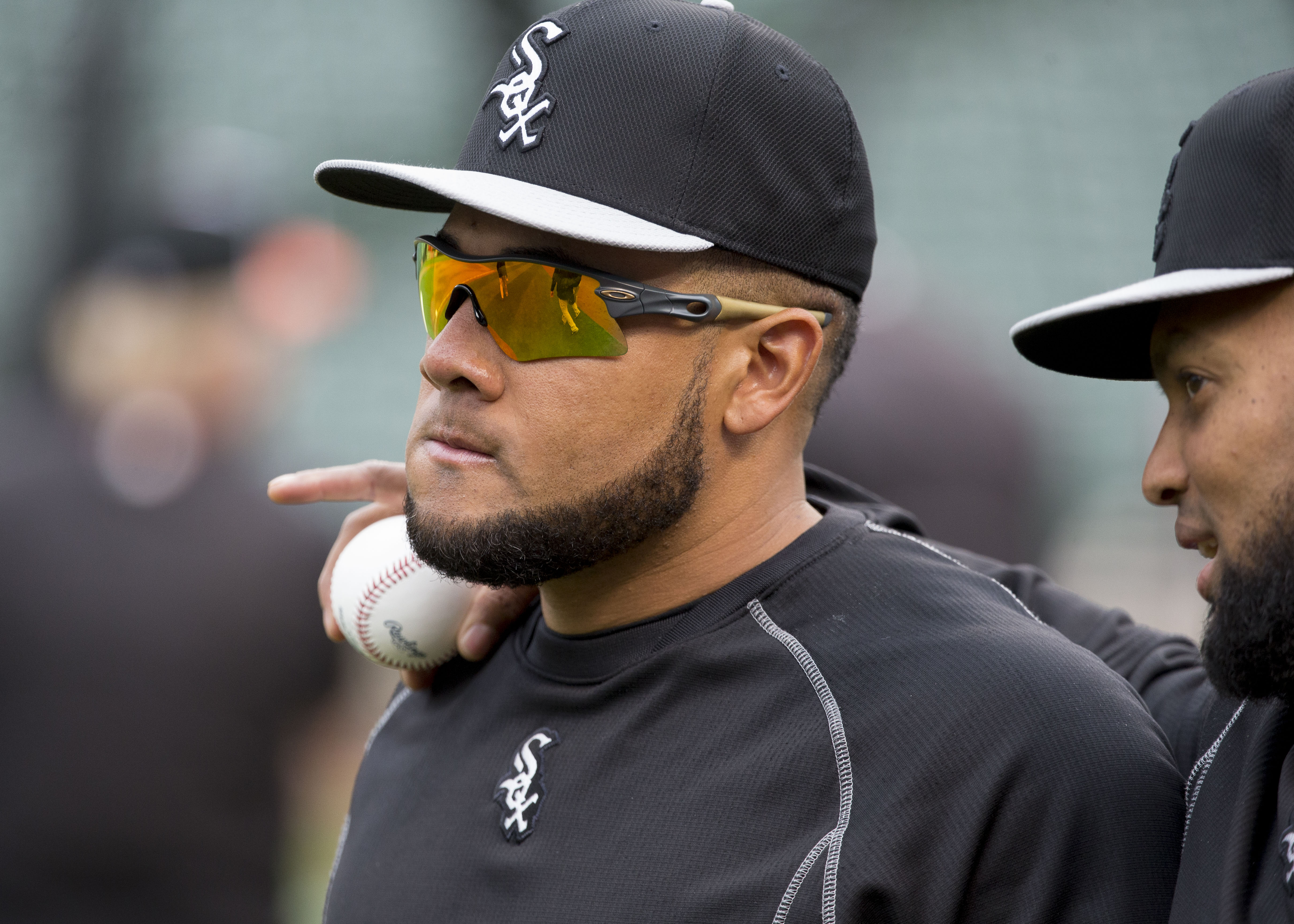
Melky Cabrera en 2015 avec les White Sox de Chicago.

Melky Cabrera rejoint le 15 décembre 2014 les White Sox de Chicago, de qui il accepte un contrat de 42 millions de dollars pour 3 saisons.
En un peu moins de trois saisons chez les White Sox, de 2015 à 2017, Melky Cabrera frappe 39 circuits, produit 219 points en 407 matchs, et maintient une moyenne au bâton de ,287.

### Retour à Kansas City
Le 30 juillet 2017, les White Sox de Chicago échangent Melky Cabrera à l'une de ses anciennes équipes, les Royals de Kansas City, et obtiennent en retour le gaucher Andre Davis et le droitier A. J. Puckett, deux lanceurs des ligues mineures.